# Christine Daugaard
Christine Margaretha Daugaard, född den 30 januari 1831 i Thorstrup vid Varde, död den 18 december 1917 i Ribe, var en dansk författare. 
Hon var dotter till präst, senare biskop Jacob Brøgger Daugaard och växte upp i en prästgård. 1845 flyttade hon med sina föräldrar till Ribe och efter faderns död 1867 till Köpenhamn där hon bodde med sin mor och en väninna. Efter moderns död 1861 flyttade de två väninnorna tillbaka till Jylland, först till Varde och senare till Ribe.
Daugaard, som tillhörde en begåvad och litterärt bildad släkt uppträdde på 1850- och 1860-talen, delvis under pseudonymen Erica, med åtskilliga andliga och fosterlandshistoriska dikter (bland andra Lyngblomster 1856, Historiske Digte 1861, Aandelige Digte 1865). Hon utgav också 1884 en förkortad översättning av Tassos "Det befriade Jerusalem".